# Charles Phillip Johnson
Charles Phillip Johnson (* 18. Januar 1836 in Lebanon, Illinois; † 21. Mai 1920) war ein US-amerikanischer Politiker. Zwischen 1873 und 1875 war er Vizegouverneur des Bundesstaates Missouri.

## Werdegang
Noch vor seinem 18. Geburtstag war Charles Johnson in der Zeitungsbranche tätig. Seit 1855 lebte er in St. Louis. Nach einem Jurastudium und seiner 1857 erfolgten Zulassung als Rechtsanwalt begann er in diesem Beruf zu arbeiten. Im Jahr 1859 wurde er juristischer Vertreter der Stadt St. Louis. Politisch war er zunächst Mitglied der Free Soil Party. Später schloss er sich der Republikanischen Partei an. Beim Ausbruch des Bürgerkrieges war er bei der Aufstellung von Truppen für das Heer der Union behilflich. 1862 wurde er in das Repräsentantenhaus von Missouri gewählt, wo er Vorsitzender des Emanzipationsausschusses (committee on emancipation) wurde. Er bereitete auch die Gesetzesvorlage zur Einberufung eines Verfassungskonvents vor. Später wurde er Bezirksstaatsanwalt in seiner Heimat. Im Vorfeld der Präsidentschaftswahlen des Jahres 1872 schloss er sich einer Abspaltung seiner Partei an, der kurzlebigen Liberal Republican Party, die sich erfolglos gegen eine Wiederwahl von Präsident Ulysses S. Grant aussprach.
1872 wurde Johnson an der Seite von Silas Woodson zum Vizegouverneur von Missouri gewählt. Dieses Amt bekleidete er zwischen dem 3. Januar 1873 und dem 12. Januar 1875. Dabei war er Stellvertreter des Gouverneurs und Vorsitzender des Staatssenats. Nach seiner Zeit als Vizegouverneur arbeitete er zusammen mit seinem Bruder in einer gemeinsamen Rechtsanwaltskanzlei. Er wurde erneut Abgeordneter im Staatsparlament, wo er sich unter anderem für Gesetze zur Bekämpfung des Glücksspiels einsetzte. Als Strafverteidiger erreichte er im Jahr 1883 einen Freispruch für den Revolverheld Frank James, den Bruder von Jesse James. Zwischenzeitlich gehörte Johnson auch der juristischen Fakultät der Washington University an. Er starb am 21. Mai 1920.